# Seven-card stud

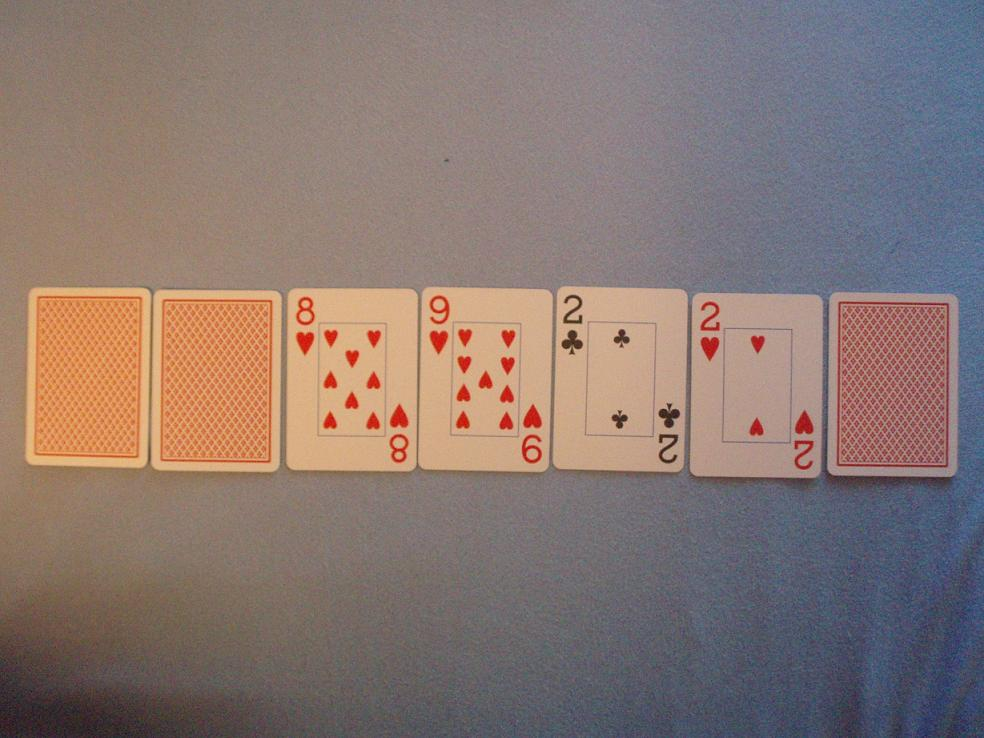
Orden De las Seven Card Stud

Seven-card stud (7 Card Stud) es una variante del póquer, derivada del póquer descubierto, donde al jugador se le entregan siete cartas. El objetivo es obtener la mano más alta de las siete disponibles. Seven-card stud se juega con apuestas fijas (similar al Fixed Limit).
Seven-card stud está incluido dentro del juego mixto H.O.R.S.E.

## Reglas
Para las descripciones que siguen a continuación se asume cierta familiaridad con la forma de jugar de Póquer, y con las manos de póquer.
Al igual que en el póquer descubierto, los jugadores (con un máximo de ocho) deben colocar una apuesta obligatoria, ante. Luego, el repartidor entrega dos cartas cubiertas y una expuesta a cada uno. El jugador con la carta expuesta más baja (As es alta) debe pagar una apuesta obligatoria, o bring in. Siguiendo la ronda en sentido a las agujas del reloj, los demás jugadores pueden igualar, aumentar, o retirarse del juego. 
El repartidor nuevamente entrega una carta abierta (conocida como "cuarta calle", fourth street). El jugador con la mano más alta, de las dos visibles, inicia la apuesta (o puede pasar). Una quinta y una sexta carta, con sus respectivas rondas de apuestas, fifth street y sixth street son expuestas. De igual manera la ronda se inicia con el jugador que tenga la mano más alta visible.
Una última carta cerrada es entregada, las apuestas se inician de la misma manera.
Esta modalidad se juega con apuestas limitadas a un máximo para cada ronda. La apuesta máxima se dobla a partir de la quinta ronda, es decir, en la quinta y sexta ronda las apuestas pueden ser mucho mayores y supone un punto de ruptura entre los que quieren seguir y los que no.

### Show Down
Finalmente, la muestra de cartas si fuera necesario para dirimir al ganador entre los jugadores que todavía estén en la mano.

## Seven-card Hi-Lo
Variante de este mismo juego. En Seven-card Hi-Lo ("High Low"), el bote se divide entre la mano más alta y la más baja, usándose el sistema Ace-to-five (u "eight or better", ocho o mejor), siendo la mano más baja 5-4-3-2-A. Para que una mano pueda considerarse "Low" no debe tener una carta más alta que un 8 ni ninguna posible jugada de póker (es decir, no puede contener ninguna pareja, trío, escalera o color) con la única excepción de la mano 5-4-3-2-A. Para la mano "Low", el palo de la baraja no influye.
En caso de que más de un jugador tengan mano "Low" a la hora de enseñar las cartas, el desempate se decidirá en primer lugar entre las cartas mayores de las manos Low, aquel que tenga en su mano como carta mayor una carta más baja que el resto habrá ganado el premio Low. En caso de que haya empate se comprobará la siguiente carta más alta de cada mano y así sucesivamente.
Para Low el 8 es la carta más alta y el as la más baja.

Ejemplos:

Jugador 1: 8-6-4-2-A

Jugador 2: 7-6-4-3-2

El ganador de esta mano sería el jugador 2, ya que su carta más alta es el 7 que es menor que la carta más alta del jugador 1, que es el 8.

Jugador 1:8-6-5-4-A

Jugador 2:8-6-5-4-2

En este caso el ganador sería el jugador 1, ya que tienen la misma mano excepto la última carta, en la cual el jugador tiene una carta menor (para Low el as es la menor de todas las cartas).

- Un jugador puede ganar el premio Hi y el lo a la vez.
- En caso de que no haya ninguna mano entre los que no se han retirado que pueda considerarse Low, la totalidad del premio se asignará al ganador de la mano Hi.[7]

Seven-card Hi-Lo está incluido también en H.O.R.S.E.